# Pierre Briant
Pierre Briant (* 30. September 1940 in Angers) ist ein französischer Althistoriker. 

## Leben
Pierre Briant studierte von 1960 bis 1965 Geschichte an der Universität Poitiers. 1965 erfolgte die Lehramtsprüfung für Geschichte. 1972 wurde er mit einer Arbeit über die antike makedonische Geschichte zur Zeit von Antigonos I. Monophthalmos promoviert. Von 1974 bis 1999 lehrte er als Professor für Alte Geschichte an der Université de Toulouse–Le Mirail. Seit 1999 ist Briant als Professor am Collège de France in Paris tätig. 1999 wurde ihm die Ehrendoktorwürde der University of Chicago verliehen. Seit 2009 ist er korrespondierendes Mitglied der British Academy.
Zunächst trat Briant mit einer Reihe wichtiger Untersuchungen zur griechischen Geschichte des Hellenismus hervor; ausgehend von seinen Forschungen zu Alexander dem Großen begann er dann aber, sich zunehmend auch mit dem persischen Achämenidenreich und dem übrigen Vorderen Orient zu beschäftigen. Briant gilt weltweit als einer der führenden Experten für das altpersische Reich und seiner Beziehungen zu den Griechen. Sein Werk Histoire de l’Empire Perse (in durchgesehener engl. Übersetzung From Cyrus to Alexander) ist international ein wichtiges Standardwerk zur achämenidischen Geschichte.
Auf der von Pierre Briant betreuten Website Achemenet werden unter anderem akademische Aufsätze zur Verfügung gestellt und Nachrichten aus der Forschung bekanntgemacht. 

## Schriften (Auswahl)
- Antigone le Borgne. Les Débuts de sa Carrière et les Problèmes de l’Assemblée Macédonienne. Les Belles Lettres, Paris 1973 (= Dissertation).
- Alexandre le Grand. Que sais-je ? Bd. 622. Presses universitaires de France, Paris 1974. 7. Auflage 2011.
- Rois, Tributs et Paysans. Études sur les Formations Tributaires du Moyen-Orient Ancien. Les Belles Lettres, Paris 1982, ISBN 2-251-60269-0.
- Etat et pasteurs au Moyen-Orient ancien. Ed. de la Maison des sciences de l’homme, Paris 1982, ISBN 2-901725-29-5.
- L’Asie centrale et les royaumes proche-orientaux du premier millénaire, c. VIIIe-IVe siècles avant notre ère.  Eds. Recherche sur les Civilisations, Paris 1984, ISBN 2-86538-092-0.
- De la Grèce à l’Orient, Alexandre le Grand. Coll. Découvertes Gallimard (nº 27), Gallimard, Paris 1987, ISBN 2-07-053041-8.
  - deutsch: Alexander, Eroberer der Welt, Abenteuer Geschichte; Bd. 11, Maier, Ravensburg 1990, ISBN 3-473-51011-4.
- (Hrsg.): Dans les pas des Dix-Mille. Peuples et pays du Proche-Orient vus par un Grec, Presses universitares du Mirail, Toulouse 1995. Besprechung
- Histoire de l’Empire Perse. De Cyrus à Alexandre. Fayard, Paris 1996, ISBN 2-213-59667-0.
  - englisch: From Cyrus to Alexander. A History of the Persian Empire. Eisenbrauns, Winona Lake 2002, übersetzt von Peter T. Daniels. Besprechung
- Darius dans l’Ombre d’Alexandre. Fayard, Paris 2003, ISBN 2-213-60901-2.
- Lettre ouverte à Alexandre le Grand. Actes Sud, Arles 2008, ISBN 978-2-7427-8025-9.
- Alexander the Great and His Empire. A short introduction. Princeton University Press, Princeton 2010, ISBN 978-0-691-14194-7.